# Eglė Balčiūnaitė
Eglė Balčiūnaitė (née le 31 octobre 1988 à Šiauliai) est une athlète lituanienne spécialiste du 800 mètres.

## Carrière
Elle se révèle durant la saison 2009 en se classant cinquième des Championnats d'Europe espoirs de Kaunas. En début d'année 2010, la Lituanienne termine cinquième des Championnats du monde en salle de Doha avec le temps de 2 min 01 s 37, améliorant de près de trois secondes son record personnel datant de 2008.

## Records personnels
- Plein air : 1 min 59 s 29 (2010)
- Salle : 2 min 01 s 37 (2010)

## Palmarès
| Date | Compétition                       | Lieu     | Résultat | Épreuve | Temps         |
| ---- | --------------------------------- | -------- | -------- | ------- | ------------- |
| 2013 | Universiade                       | Kazan    | 3e       | 800 m   | 1 min 59 s 82 |
| 2017 | Championnats d'Europe par équipes | Tel Aviv | 3e       | 800 m   | 2 min 03 s 65 |
| 2019 | Championnats d'Europe par équipes | Sandnes  | 4e       | 800 m   | 2 min 05 s 72 |